# Dam Chu (Qinghai)
| Tibetische Bezeichnung             |
| ---------------------------------- |
| Tibetische Schrift: འདམ་ཆུ          |
| Wylie-Transliteration: 'dam chu    |
| Andere Schreibweisen: Dangqu River |
| Chinesische Bezeichnung            |
| Vereinfacht: 当曲                  |
| Pinyin:Dāngqū                      |

Der Dam Chu oder Dam Qu ist ein Fluss im Jangtsekiang-Quellgebiet im Hochland von Tibet im Gebiet von Zadoi, Yushu, im Südwesten der chinesischen Provinz Qinghai. Es ist der südliche der drei Quellflüsse des Jangtsekiang.

## Verlauf
Er entspringt im Osten des Xiasheriaba Shan (霞舍日阿巴山), eines östlichen Ausläufers des Tanggula Shan, als einer von zahlreichen Bächen. Im Norden des Quellgebiets fließen die Bäche zusammen, und der daraus entstehende Fluss fließt in nordwestliche Richtung, bis er bei 33° 57′ N, 92° 43′ O den von links kommenden Bu Qu (布曲) aufnimmt, sich nach Nordosten wendet und kurz darauf mit dem Tuotuo He zum Tongtian He vereinigt.
Der Dam Chu hat eine Länge von 357 km und ein Einzugsgebiet von 30.200 Quadratkilometern.
Von den drei großen Quellflüssen des Jangtsekiang ist es der wasserreichste.

## Mörön Us
Die Strecke von der Einmündung des Bu Qu bis zum Tongtian He gilt erst in neuerer Zeit als Teil des Dam Chu. Vorher galten Bu Qu und Dam Chu als Nebenflüsse eines Flusslaufs namens Mörön Us (chinesisch 木鲁乌苏河, Pinyin Muluwusu He, kyrillisch Маруй-Ус (Maruj-Us) oder Дечу (Deču)), dessen Oberlauf der Gar Qu (尕尔曲) bildet und der nach Aufnahme des Bu Qu und des Dam Chu (der damals streckenweise Akdam, W.-G. A-ko-ta-mu ch’ü hieß) in den Ulaan Mörön (kyr. Улан-Мурэн (Ulan-Murèn)) mündet, welcher aus dem Tuotuo He und dem Oberlauf des Tongtian He bis zur Einmündung des Chumar besteht. Auf anderen Karten setzt sich der Mu-lu-wu-su Ho bis zum Chumar fort, und der Tuotuo He heißt bereits T’o-t’o Ho.